# Otnes
Otnes är en tätort i Rendalens kommun i Innlandet fylke i östra Norge. Orten ligger vid fylkesväg 30 och utgjorde tidigare centralort i dåvarande Ytre Rendals kommun i Hedmark fylke.